# Lancia Thema (2011)
El Lancia Thema es un automóvil de turismo del segmento E producido por el fabricante italiano Lancia, basado en el Chrysler 300C de segunda generación. Fue presentado en el Salón de Ginebra en marzo de 2011, y se empezó a fabricar en octubre de ese año.

## Características

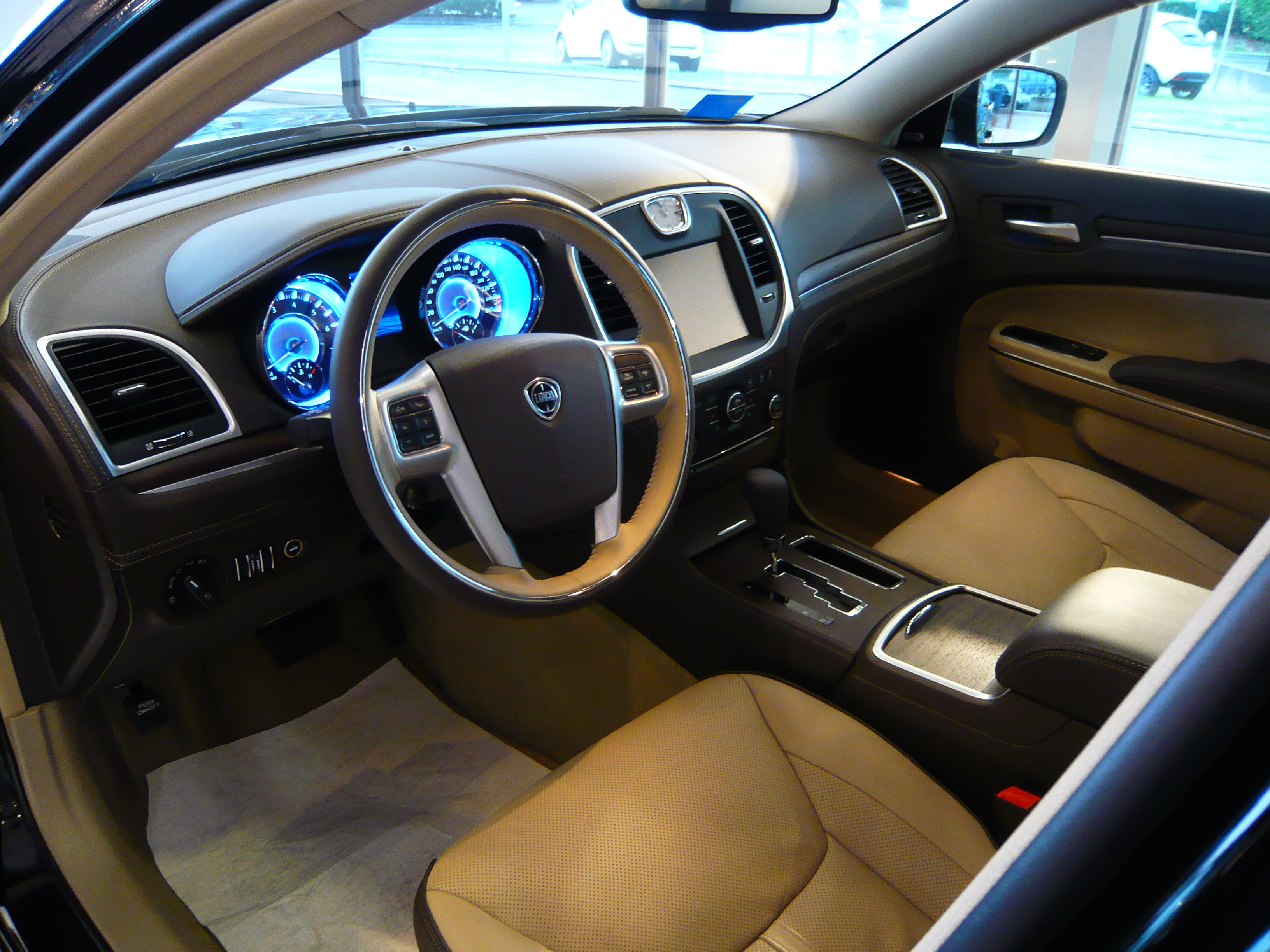
Interior del Thema.

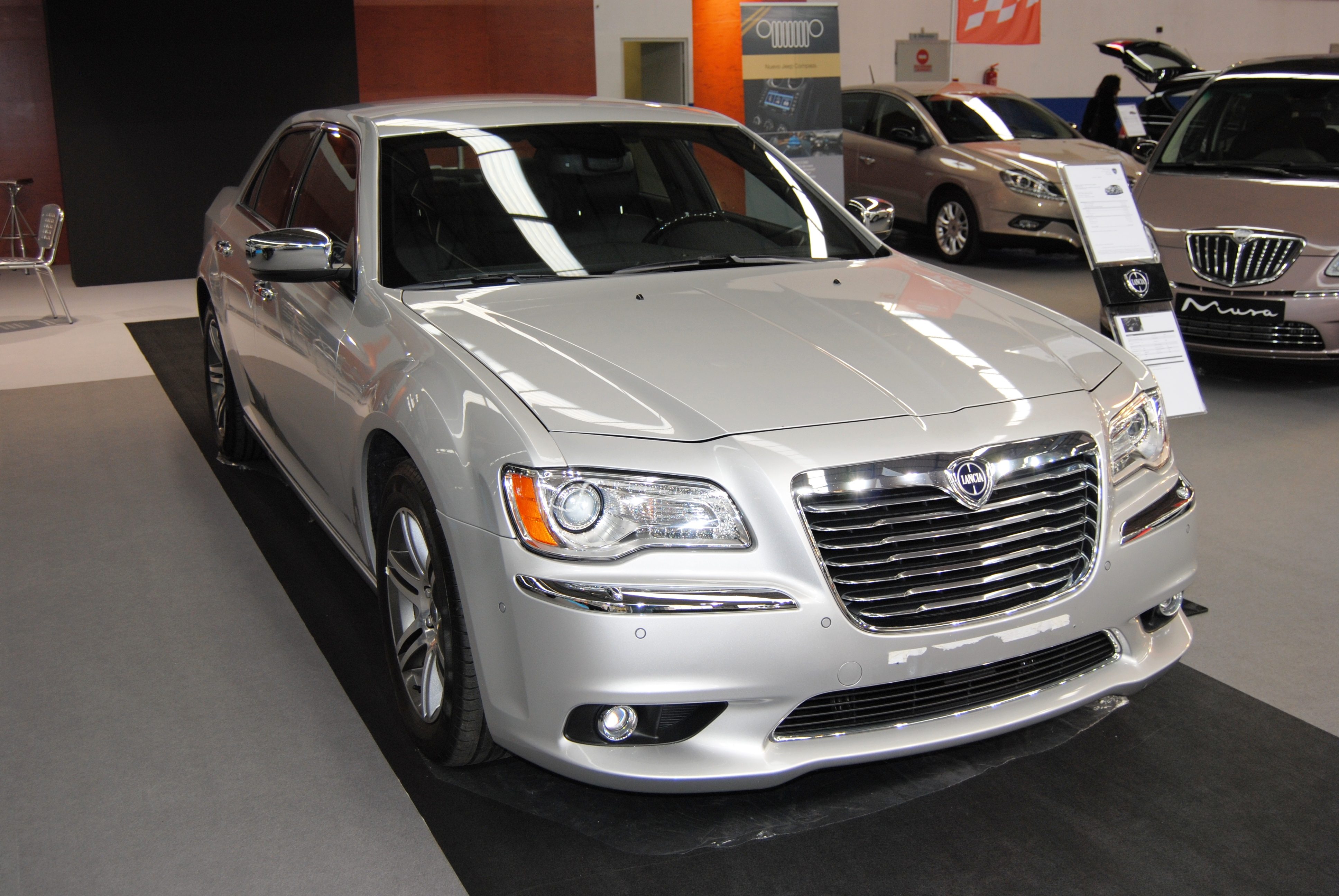
Modelo expuesto la edición del año 2014 del Salón del Automóvil de Vigo.

### Diseño
El nuevo Lancia Thema presenta un diseño de formas angulares, donde predominan las aristas en lugar de las formas redondeadas de su predecesor, el Lancia Thesis. La carrocería presenta una longitud de casi 5 metros con tres volúmenes bien diferenciados. La mayor parte de la carrocería presenta gran similitud con el Chrysler 300C de segunda generación, diferenciándose principalmente en las formas del parachoques delantero y trasero, así como las formas internas de los pilotos delanteros. La parrilla frontal presenta un gran volumen con aletas ubicadas de forma horizontal, sin la barra vertical central típica de Lancia hasta ahora.
Los faros delanteros como traseros utilizan tecnología LED de última generación. El aluminio cepillado está distribuido de manera abundante por toda la carrocería en contraste con el aluminio pulido del Chrysler 300C.

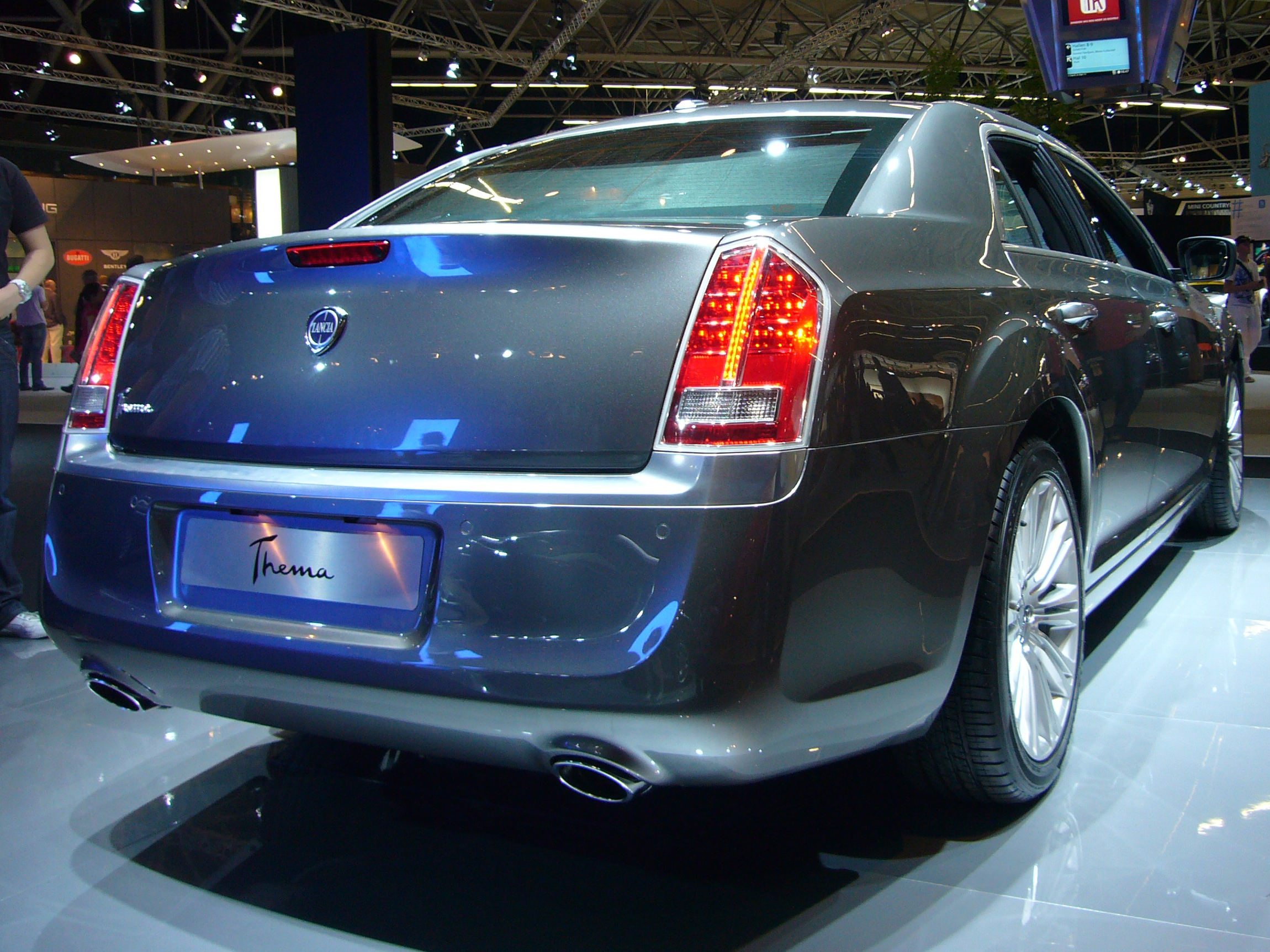
Vista posterior del Thema que muestra el nuevo diseño de ópticas con faros con tecnología led.

### Interior
El interior se caracteriza por un diseño global sencillo de formas angulares y con un gran uso de materiales de alta calidad como piel Poltrona Frau, Nappa, Alcántara, aplicaciones de madera de Brezo y gran cantidad aluminio cromado. En el salpicadero predomina una gran pantalla táctil que controla gran parte de las funcionalidades internas como la calefacción y el sistema de sonido.

### Plataforma
El Lancia Thema se basa en una versión profundamente modificada de la plataforma modular LX de Chrysler, gracias al uso de nuevas aleaciones y acero de alta resistencia la rigidez torsional aumenta en más de un 100% y el peso disminuye en una docena de kilogramos. Incluye además nuevas suspensiones delateras multilink con una configuración más firme. El Lancia Thema obtuvo la mayor puntuación en las pruebas de choque NHTSA y Euro NCAP.

### Acabados
El Thema estuvo disponible con tres niveles de acabado: Gold (asociado al motor Diésel de 190 caballos), Platinum (podía equipar el diésel de 190 caballos y el de 239 caballos según especificaciones del cliente) y Executive (asociado únicamente al Diésel de 239 caballos). El Gold es el acabado de acceso, equipando de serie el sistema de manos libres Uconnect, elevalunas eléctricos, faros antiniebla, faros de xenón y asientos calefactables de ajuste eléctrico. El acabado Platinum incluye de serie el equipamiento del Gold incorporando la función de memoria para los asientos y la ventilación de los mismos, el sistema de navegación y tapicería de cuero nappa perforado. El acabado Executive, tope de gama, incluye el equipamiento del platinum e incorpora el ajuste de inclinación y altura eléctrico de la banqueta trasera, llantas de aleación de 20" y,opcionalmente, incorpora el techo solar y un reproductor de DVD.

### Motores
El Lancia Thema se comercializa con un motor de gasolina y un motor diesel en dos configuraciones de potencia (190 y 224 cv). El motor de gasolina es un 6 cilindros en "V" de 3,6 litros Pentastar de origen Chrysler y el motor diesel es un V6 de inyección directa common rail desarrollado por Fiat Powertrain junto a VM Motori en 2011, estrenado en 2012 por el Lancia Thema y posteriormente instalado en la Jeep Grand Cherokee en 2013.
| Modelo                      | Disponibilidad | Motor                      | Cilindrada | Potencia        | Torque  | Emisiones CO2 (g/km) | Velocidad máx (km/h) | 0-100 km/h (segundos) | Consumo medio (km/l) |
| --------------------------- | -------------- | -------------------------- | ---------- | --------------- | ------- | -------------------- | -------------------- | --------------------- | -------------------- |
| 3.6 Pentastar automático    | debut          | 6 cilindros en V, gasolina | 3.604 cm³  | 215 kW (292 CV) | 360 N·m | 199                  | 230                  | 7,2                   | 8,3                  |
| 3.0 Turbo diésel automático | debut          | 6 cilindros en V, diésel   | 2.987 cm³  | 140 kW (190 CV) |         |                      |                      |                       |                      |
| 3.0 Turbo diésel automático | debut          | 6 cilindros en V, diésel   | 2.987 cm³  | 165 kW (224 CV) |         |                      |                      |                       |                      |